# Pista de Hielo Insurgentes
Die Pista de Hielo Insurgentes war eine Eissporthalle in Mexiko-Stadt. Sie wurde 1962 erbaut und teilte sich in zwei Gebäudeteile auf. Die Umkleiden, Verwaltung und der Aufwärmbereich befanden sich in einem rechteckigen Gebäudeteil, während die Eisbahn sich in einer Halle mit einem gewölbten Dach anschloss. In der Halle fanden 3386 Zuschauer Platz. Für die Olympischen Sommerspiele 1968 wurde die Halle nach den Regeln der Fédération Internationale des Luttes Associées hergerichtet, so dass dort die Wettbewerbe im Ringen ausgetragen werden konnten. Anschließend wurde die Halle weiterhin für Eissport genutzt.